# Iiro Rantala

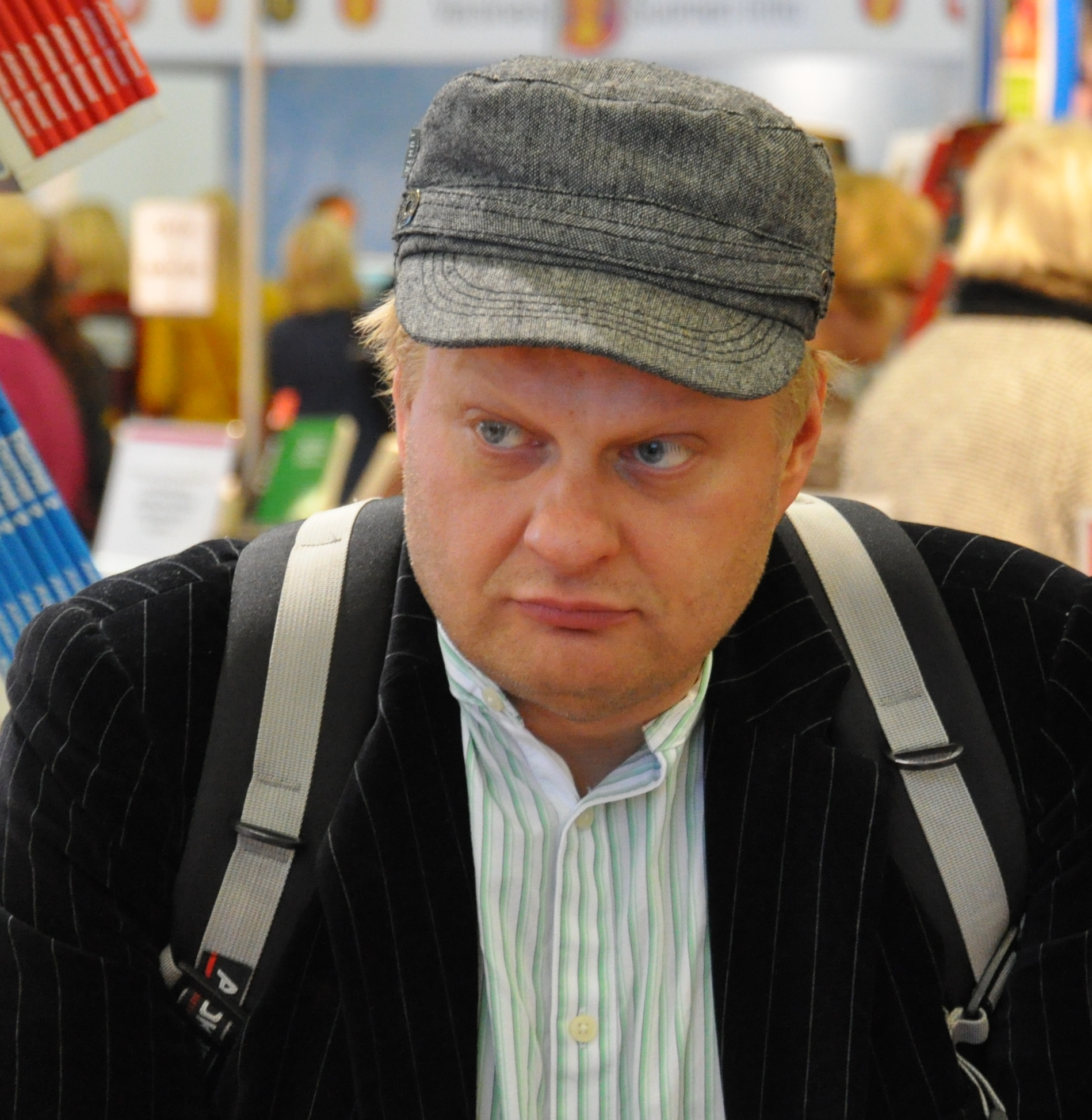
Iiro Rantala (2009)

Iiro Rantala (* 19. Januar 1970 in Helsinki) ist ein finnischer Komponist und Jazzpianist.

## Leben und Wirken
Rantala erhielt Unterricht an den Musikschulen von Käpylä und Oulunkylä. Dann studierte er Jazzpiano in der Jazzabteilung der Sibelius-Akademie und klassisches Klavier in der Manhattan School of Music. Zunächst spielte er bei Big Bad Family. 1988 gründete er das Trio Töykeät (~„Grobiane“), mit dem er in den nächsten 20 Jahren auf zahlreichen Jazzfestivals in Europa auftrat und acht Alben vorlegte. Auch nach dessen Auflösung 2008 galt es als das erfolgreichste und humorvollste Klaviertrio der finnischen Jazzgeschichte. Daneben spielte er mit den Tango Kings, mit Rajaton und mit Pekka Kuusisto.
2008 trat Rantala mit einer neuen Formation mit dem Gitarristen Marzi Nyman und dem Beatboxer Felix Zenger auf, dem Iiro Rantala New Trio, das die Platte Elmo veröffentlichte. In den folgenden Jahren probierte er zwischen Jazz, Klassik, Rock & Pop die unterschiedlichsten Besetzungen aus. 2011 legte er mit Lost Heroes ein Soloalbum vor, das den Preis der deutschen Schallplattenkritik 2011 erhielt und mit dem Industriepreis ECHO Jazz 2012 als Album des Jahres ausgezeichnet wurde. Beim Theaterhaus Festival in Stuttgart spielte er 2011 im Duo mit Jasper van’t Hof. Beim Jazzfest Berlin trat er 2011 im Duo mit dem Schlagwerker Jonatan Sarikoski auf.
Auf dem Album My History of Jazz (2012) improvisierte Rantala unter anderem über Kompositionen von Johann Sebastian Bach, da seiner Auffassung nach der Jazz mit diesem begonnen habe. Neben humorvollen Bearbeitungen von Jazzstandards sind auch einige eigene Kompositionen enthalten. Nach einem Soloalbum, auf dem er Titel von John Lennon interpretierte, spielte er 2017 das Album Mozart, Bernstein, Lennon mit der Deutschen Kammerphilharmonie Bremen ein, das mit dem „International Classical Music Award“ ausgezeichnet wurde. 2020 folgte mit der Kammerphilharmonie das Album Iiro Rantala Playing Gershwin (das auch eigene Werke enthält, die auf Rantalas Verständnis von Gershwin beruhen). Mit Jazz at Berlin Philharmonic VI kam es zu einem Piano-Gipfeltreffen mit Michael Wollny und Leszek Możdżer.
Seit 2023 leitet Rantala ein neues Klaviertrio mit Schlagzeuger Anton Eger und Bassist Conor Chaplin (HEL Trio), das 2024 das Album Tough Stuff vorlegte.
Zudem komponierte Rantala sinfonische Werke, wie 2006 mit der Tapiola Sinfonietta eingespielte Concerto for Piano and Concerto in G♯ΔA♭. Seine erste Oper Sanatorio Express (finnischer Originaltitel: Pikaparantola) wurde am 27. September 2018 in der Finnischen Nationaloper uraufgeführt. Seine zweite Oper Die Zaubermelodika, eine Fortsetzung zu Mozarts Zauberflöte, war ein Auftragswerk der Komischen Oper Berlin, die das Werk im Oktober 2021 zur Uraufführung brachte.

## Diskographie (mit Hinweisen)

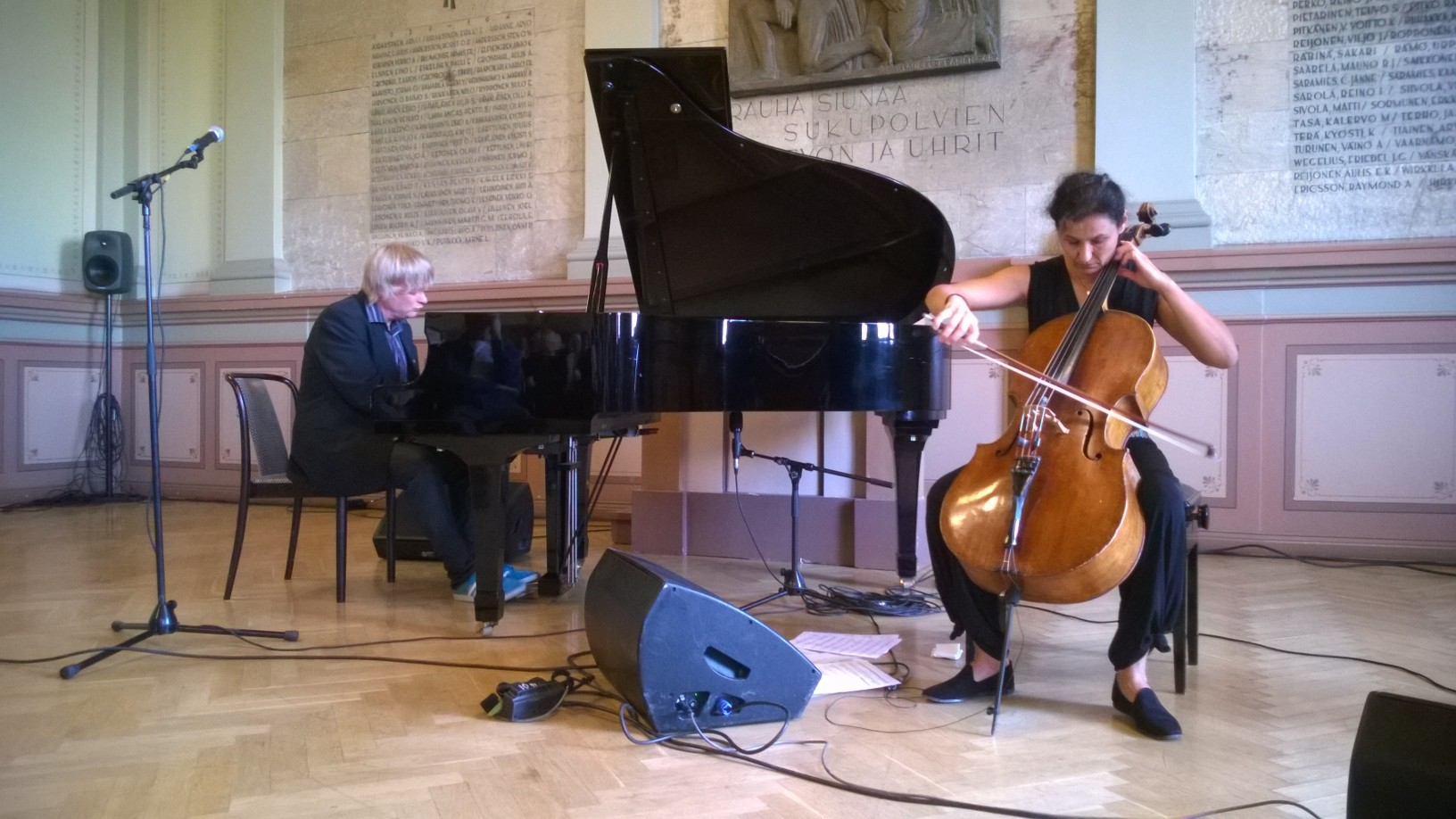
Iiro Rantala und Asja Valcic (2014)

### Trio Töykeät
- Päivää (Sonet, 1990)
- G'day (Emarcy, 1993) Internationale Version
- Jazzlantis (Emarcy, 1995)
- Sisu (PolyGram Emarcy, 1998)
- Kudos (Universal Music Group, 2000)
- High Standards (EMI Blue Note, 2003)
- Wake (EMI Blue Note, 2005)
- One Night in Tampere (EMI Blue Note, 2007)

### Big Bad Family
- Big Bad Family (Kompass, 1988)
- Big Bad Family (re-release) (Final Mix Records, 1996)

### Tango Kings
- Tango Kings (Big World, 1995)

### Sinfonia Lahti, Trio Töykeät, Jaakko ja Pekka Kuusisto
- Music! (BIS Records, 2002)

### SaloRantala Soi
- SaloRantala Soi! (Johanna Kustannus, 2003)
- Talvijalka (Sateen ääni, 2009)

### Weitere Trios von Iiro Rantala
- Iiro Rantala New Trio Elmo (Rockadillo Records, 2008)
- Iiro Rantala String Trio Anyone with a Heart (ACT, 2014) mit Adam Bałdych und Asja Valčić
- How Long Is Now?, (ACT, 2016) mit Lars Danielsson und Peter Erskine
- Iiro Rantala, HEL Trio: Tough Stuff (ACT, 2024)

### Iiro Rantala Solopiano
- Lost Heroes, (ACT, 2011) (Jahrespreis der deutschen Schallplattenkritik; DE: Gold (German Jazz Award))[10]
- My Working Class Hero, (ACT, 2015)
- My Finnish Calendar, (ACT, 2019)
- Potsdam, (ACT, 2022) (live)[11]

### Iiro Rantala und verschiedene Partner
- It Takes Two to Tango (ACT, 2015) mit Jukka Perko
- Subterráneo, (Liverace, 2009) mit Pekka Kuusisto
- Jazz at Berlin Philharmonic VI - Piano Night (ACT 2017) mit Michael Wollny und Leszek Możdżer
- Iiro Rantala & Ulf Wakenius: Good Stuff, (ACT, 2017)
- My History of Jazz, (ACT, 2012) mit Lars Danielsson, Morten Lund und Adam Bałdych

### Iiro Rantala mit klassischem Orchester
- Concerto for Piano and Concerto in G♯ΔA♭ (Ondine, 2006) mit Tapiola Sinfonietta
- Iiro Rantala & : Playing Gershwin (ACT, 2020) mit Deutsche Kammerphilharmonie Bremen
- Veneziana (ACT, 2023) mit Streichern und Bläsern der Berliner Philharmoniker[12]